# Poteau de Harlange
Poteau de Harlange (lb. Hareler Poteau) – mała miejscowość (lieu-dit) w północno-zachodnim Luksemburgu, w kantonie Wiltz, w gminie Boulaide. Do 3 października 2015 miejscowość leżała w dystrykcie Diekirch.  